# Trypethelium olivaceofuscum
Trypethelium olivaceofuscum är en lavart som beskrevs av Zenker. Trypethelium olivaceofuscum ingår i släktet Trypethelium och familjen Trypetheliaceae.   Inga underarter finns listade i Catalogue of Life.